# Marc Cogen
Marc Cogen (1955) is een Belgisch rechtsgeleerde en voormalig hoogleraar aan de Universiteit Gent en de Vrije Universiteit Amsterdam.

## Levensloop
Marc Cogen is geboren te Sint-Niklaas op 18 januari 1955. De familie Cogen is een oude familie van handelaren en bankiers.
Hij volgende middelbare studies aan het college van Sint-Niklaas. Nadien studeerde hij rechten aan de Rijksuniversiteit Gent en werd in 1978 advocaat aan de balie van Antwerpen en nadien aan de balie van Gent. Hij begon in 1982 een academische carrière aan de RUG, waar hij in 1986 tot doctor in de rechten promoveerde met de grootste onderscheiding op een proefschrift over de Afrikaanse, de Aziatische en de Inter-Amerikaanse ontwikkelingsbanken. Zijn academische promotor en mentor was professor Elie Van Bogaert die ook minister en senator was geweest. Beiden zijn levenslang bevriend gebleven.
Hij was hoogleraar aan de Vrije Universiteit Amsterdam van 1988 tot 1991 en aan de Vrije Universiteit Brussel van 1988 tot 1991. Hij werd aan de UGent in 1990 docent, in 2000 hoogleraar en in 2006 gewoon hoogleraar aan de vakgroep Europees, Publiek- en Internationaal Recht van de faculteit Recht en Criminologie. Hij doceerde er onder meer internationaal publiekrecht, Europese organisaties en het humanitair recht. Van 1995 tot 2001 doceerde hij tevens aan het Vesalius College van de VUB en opnieuw vanaf 2011 tot 2020.
In oktober 2010 werd hij geschorst wegens klachten over grensoverschrijdend gedrag, hoewel de omstandigheden nooit zijn verduidelijkt. Reeds in het voorjaar werd hem het doceren van internationaal publiekrecht afgenomen. Marc Cogen nam onorthodoxe standpunten in rond Israël, de Verenigde Staten en de oorlog in Irak. Het kwam ook tot onenigheid met enkele collega's professoren wegens antisemitisme. Het antisemitisme was toen een groeiend probleem geworden bij sommige academici aan de Universiteit Gent volgens professor Cogen. In 2009 had hij op een Joodse betoging in het Albertpark van Antwerpen opgeroepen om Israël te steunen in de Gaza Oorlog van 2008-2009 tegen Hamas. Daarop heeft de faculteitsraad van de rechten besloten om hem zijn lesopdracht af te nemen. Als reactie heeft Marc Cogen zich kandidaat-rector gesteld en het opgenomen tegen zijn collega Paul Van Cauwenberghe die hem enkele maanden later heeft geschorst. Na een academische schorsing van één jaar werd hij in 2011 gedetacheerd naar de VUB waar hij verder het internationaal recht, het humanitair recht en Europese organisaties doceerde.
Cogen was medeoprichter en bestuurder van de 'European Friends of Israël' en bestuurder van de Joodse natuurbeweging Keren Kayemet LeYisrael. Marc Cogen heeft zich voortdurend ingezet voor Israël en de Joodse gemeenschap van België. Hij was ook bestuurder van ABOS, de Belgische ontwikkelingssamenwerking en bestuurder van BIO-Invest, een Belgisch agentschap voor de ontwikkeling van KMO's in ontwikkelingslanden.
Samen met collega Filip Reyntjens van de Universiteit Antwerpen was hij speciaal gezant voor DR Congo van minister van Buitenlandse Zaken Louis Michel (MR) na de machtsovername door Laurent-Désiré Kabila.
Van 1990 tot 2000 was hij adviseur van de 'Southern African Development Community' (SADC) voor de sector 'finance & investment'.
Van 2004 tot juni 2007 was hij persoonlijk adviseur van minister van Buitenlandse Zaken Karel De Gucht (Open Vld).
Vanaf zijn schorsing door de Universiteit Gent in 2010 heeft hij zich teruggetrokken uit het publieke leven; hij gaf geen interviews meer en verscheen niet meer op de TV kanalen.
In 2012 verscheen zijn boek 'Democracies and the Shock of War', uitgegeven door Ashgate. In 2015 publiceerde hij het boek 'An Introduction to European Intergovernmental Organizations', bij Taylor & Francis. In 2024 verscheen zijn boek 'Self-Examination and the Old Testament', bij Wipf & Stock.